# Доминичи, Кристоф
Кристоф Доминичи (фр. Christophe Dominici; 20 мая 1972, Тулон — 24 ноября 2020, Сен-Клу) — французский регбист, выступавший на позиции винга. На протяжении своей карьеры, длившейся с 1991 по 2008 годы, выступал на клубном уровне за «Ла-Валет», «Тулон» и «Стад Франсе». На международном уровне представлял сборную Франции, в 67 матчах занёс 25 попыток, став одним из наиболее известных игроков французского регби на стыке XX и XXI веков. По окончании игровой карьеры работал в тренерском штабе «Стад Франсе» в 2008—2009 годах.

## Ранние годы
Кристоф родился 20 мая 1972 года в Тулоне в семье выходцев из корсиканского местечка Санта-Репарата-ди-Баланья. В своей автобиографии «Синий духом» (фр. Bleu à l'âme), вышедшей в мае 2007 года, он писал, что у него было трудное детство: он часто подвергался травле, а смерть его старшей сестры и вовсе вогнала его в депрессию.
Кристоф занимался футболом и даже некоторое время тренировался с основным составом «Монако»: там он познакомился с Лилианом Тюрамом, с которым дружил всю жизнь. Позже Доминичи сделал выбор в пользу регби: ещё в 1989—1991 годах он занимался в клубе «Сольес-Пон».

## Карьера игрока

### Клубная
В 1991 году Доминичи дебютировал за клуб «Ла-Валет», в 1993 году перешёл играть в родной «Тулон», где выступал до 1997 года. С 1997 и до конца карьеры он выступал за столичный «Стад Франсе», который со временем стал ведущей силой во французском регби. В составе клуба он пять раз выигрывал чемпионат Франции.

### В сборной
7 февраля 1998 года Кристоф Доминичи дебютировал в сборной Франции в игре против Англии на Кубке пяти наций и сходу отметился попыткой после передачи Стефана Гла, занеся её по левому флангу: французы выиграли тогда не только матч против Англии, но и все остальные встречи, завоевав Большой шлем. Через год со сборной он стал серебряным призёром чемпионата мира в Уэльсе: в полуфинале против Новой Зеландии при счёте 24:22 в пользу новозеландцев после выбитого вперёд мяча он оказался первым на левом фланге, опередив двух новозеландцев, и, не встретив сопротивления, занёс попытку по центру (она стала для него 6-й в 13 тест-матчах), а французы в итоге победили 43:31. На том турнире ещё одну попытку Доминичи положил фиджийцам, сыграв всего 5 матчей.
В 2003 году на чемпионате мира в Австралии его сборная стала 4-й, а Доминичи занёс в 5 матчах четыре попытки (две фиджийцам, одну японцам и одну ирландцам. В 2004 году на Кубке шести наций его сборная выиграла все пять матчей, завоевав Большой шлем, однако в матче против Италии (победа 25:0) Кристоф совершил грандиозный ляп: в итальянской «зачётке» он, держа в одной руке мяч и пытаясь им коснуться газона, попросту выронил мяч и загубил попытку. В 2005 году он сыграл все пять матчей на Кубке шести наций, но не выиграл (победы он одерживал со сборной ещё в 2006 и 2007 годах).
В 2007 году на чемпионате мира Доминичи сыграл всего три матча, занеся две попытки Грузии, но среди сыгранных им встреч был и победный четвертьфинал над Новой Зеландией (вышел на замену на 69-й минуте). 19 октября 2007 года он провёл последнюю игру в сборной против Аргентины — матч за 3-е место, который французы проиграли 10:34. О своём уходе из сборной он объявил 5 января 2008 года после победы «Стад Франсе» над «Монпелье Эро» 33:6 в чемпионате Франции, заявив, что уступает место другим игрокам в сборной, чтобы у команды был шанс бороться за победу на чемпионате мира 2011 года:

Я расстаюсь со сборной Франции. Это была значительная часть моей жизни. В определённый момент надо суметь перевернуть страницу. Есть другие игроки, которые способны принести какую-то пользу [сборной]. Так начинается новая история с целью, которую надо достичь через четыре года [Кубок мира 2011]. Буду откровенен: я знаю, что не мне придётся вершить эту историю.
Оригинальный текст (фр.)L'équipe de France, c'est terminé. Ca a été une grosse partie de ma vie. A un moment donné, il faut savoir tourner la page. Il y a d'autres joueurs qui sont capables d'apporter quelque chose aussi. C'est une nouvelle histoire qui redémarre, avec un objectif dans quatre ans (la Coupe du monde 2011). Si on est sincère, je sais que je ne ferai pas la prochaine.

Итогом карьеры Доминичи в сборной стали 67 матчей и 25 попыток, 8 из которых из них были занесены на трёх чемпионатах мира. Он выиграл четыре Кубка шести наций, в том числе Большой шлем в 1998 и 2004 годах. Как игрок, он не отличался хорошими физическими данными, но обладал навыками, с помощью которых взламывал абсолютно любую защиту, благодаря чему и стал выдающимся вингом во французском регби.
Однако на карьеру Доминичи влияли и проблемы вне поля. Депрессия, вызванная смертью старшей сестры, преследовала Кристофа всю его карьеру.

## После карьеры игрока
В сезоне 2008/2009 Доминичи работал помощником тренера (тренером защитников) в «Стад Франсе». В дальнейшем он появлялся в качестве эксперта на французских телеканалах и радиостанциях. Он выступал в третьем сезоне шоу Danse avec les stars (французская версия «Танцы со звёздами») в паре с Кандис Паскаль, однако первым покинул проект. Он также участвовал в локальной версии шоу Top Gear, дважды принимал участие в выпусках игры Fort Boyard (июль 2013 и июль 2015), а также сыграл одну из главных ролей в художественном фильме Лорана Эйнеманна «Я убил ради тебя».
В начале 2020 года Доминичи вёл переговоры с компанией из ОАЭ, пытаясь её убедить стать спонсором французского клуба «Безье Эро», у которого были финансовые проблемы. Переговоры зашли в тупик из-за финансового регулятора. По словам друзей Кристофа, он очень болезненно воспринял неудачу в переговорах.

## Смерть
24 ноября 2020 года, по свидетельствам очевидцев, Доминичи залез на крышу заброшенного здания в парке в Сен-Клу и спрыгнул оттуда, получив травмы, не совместимые с жизнью. Медицинская экспертиза не обнаружила в его крови следов алкоголя или наркотиков. Соболезнования по поводу случившейся трагедии выразили Французская федерация регби и Регби Новой Зеландии.

## Достижения и статистика

### Клубные
- Чемпион Франции: 1997/1998, 1999/2000, 2002/2003, 2003/2004, 2006/2007
- Финалист чемпионата Франции: 2004/2005
- Победитель Кубка Франции: 1998/1999
- Финалист Кубка Франции: 1997/1998
- Финалист Кубка Хейнекен: 2000/2001, 2004/2005

### В сборной
- Серебряный призёр чемпионата мира: 1999
- Победитель Кубка шести наций: 1998, 2004, 2006, 2007
- Обладатель Большого шлема Кубка шести наций: 1998, 2004